# Brillit
Brillit ist ein Ortsteil der Gemeinde Gnarrenburg im niedersächsischen Landkreis Rotenburg (Wümme).

## Geographie
Brillit liegt etwa zweieinhalb Kilometer nordwestlich vom Kernort Gnarrenburg. Unweit der Waldstraße, die von Gnarrenburg nach Brillit führt, liegt in einem Kiefernwald das Steingrab im Eichholz, eine neolithische Megalithanlage.
Zur Ortschaft gehören die Ortsteile Rübehorst (im 18. Jh. von Kuhstedt aus gegründet und 1929 eingemeindet), Hasselhorst (aus der 1864 gegründeten Oerdingschen Ziegelei entstanden), Franzhorn und Brillitermoor (1864 entstanden). Brillit gehört zur Kirchengemeinde Kirchwistedt.
Verkehr: Brillit liegt an der Bahnstrecke Bremervörde–Osterholz-Scharmbeck. Am westlichen Ortsrand von Brillit verläuft die B 74.

## Geschichte
Urkundlich wurden 986 die Höfe von Köster und Steinberg in Osterwede (Ostaniuudu) erwähnt, eine Siedlung im Bereich Brillit. Dieser Ortsteil gehört zur Kirchengemeinde Oese und verfügt an der Gemeindeverbindungsstraße nach Oese über einen kleinen Friedhof. Brillit gehört zur Kirchengemeinde Kirchwistedt.

### Zehn-Mark-Banknote

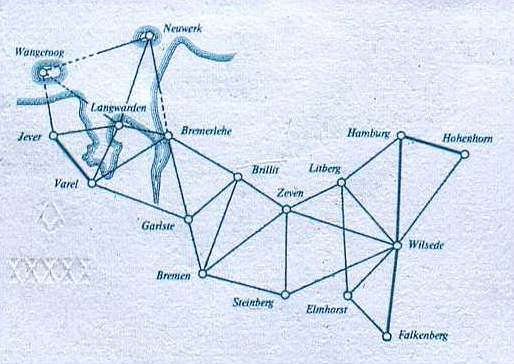
Ausschnitt von der 10 Deutsche-Mark-Note mit Brillit als Messpunkt

In den Jahren 1824 und 1825 hielt sich Carl Friedrich Gauß im Zuge von Vermessungsarbeiten zeitweise in Gnarrenburg und Brillit auf. Brillit wurde ein Messpunkt im Vermessungsnetz, das Gauß fertigte. Ein Ausschnitt des Vermessungsnetzes ist auf dem letzten 10-Deutsche-Mark-Schein abgebildet, der von 1991 bis 2001 gesetzliches Zahlungsmittel war.

### Eingemeindungen
1929 wurde die bis dahin selbständige Gemeinde Rübehorst nach Brillit eingemeindet.
Am 8. April 1974 wurde Brillit im Zuge der Gebietsreform in die Gemeinde Gnarrenburg eingegliedert.

### Einwohnerentwicklung
| Jahr      | 1910 | 1925 | 1933 | 1939 | 2011 | 2012 | 2016 |
| --------- | ---- | ---- | ---- | ---- | ---- | ---- | ---- |
| Einwohner | 247  | 371  | 515  | 518  | 922  | 903  | 913  |

(Quellen: 1910, 1925–1939, 2011–2016 laut Versionsgeschichte des Ortes jeweils zum 31. Dezember)
Einwohner Stand 31.12.2022: 971

## Politik

### Ortsrat
Der Ortsrat von Brillit setzt sich aus neun Mitgliedern zusammen. Die Ratsmitglieder werden durch eine Kommunalwahl für jeweils fünf Jahre gewählt.
Bei der Kommunalwahl 2021 ergab sich folgende Sitzverteilung:
- Bürgerliste Brillit (BLB): 9 Sitze

### Ortsbürgermeister
Der Ortsbürgermeister von Brillit ist Ingo Bollmeyer (Wählergemeinschaft Freier Bürger Gnarrenburg/WFB). Sein Stellvertreter ist Christoph Köster.

## Kultur und Sehenswürdigkeiten
- Kartoffelmuseum[10]
- Denkmalgeschützte Hofanlage Köster von 1804 und dem 19. Jahrhundert, in Fachwerk
- Denkmalgeschütztes Wohn- und Wirtschaftsgebäude Alte Straße 9 von 1923 in Backstein

## Persönlichkeiten
Söhne und Töchter des Ortes
- Werner Greth (1951–1982), Fußballspieler